# Diego de Gayangos
Diego de Gayangos (Burgos Ca. 1460 - Burgos, 1522)  fue religioso de la Orden de la Santísima Trinidad, en la que ocupó los oficios de ministro provincial y vicario general de Castilla y de Andalucía, ministro de Burgos y Salamanca, redentor general, y al final de su vida fue elegido obispo de Jaén, cargo que no llegó a ocupar por fallecimiento.